# Рубидијум
Рубидијум (Rb, лат. rubidium) алкални је метал IА групе.
Има 30 изотопа чије се атомске масе налазе између 75-98. Постојан је само један — 85. У природи се јавља и његов изотоп 87. 
Заступљен је у земљиној кори у количини од 90 ppm (енгл. parts per million), у облику минерала лепидолита и кармалита.
Открили су га Роберт Бунзен и Густав Роберт Кирхоф у Хајделбергу, у Немачкој 1861. године.
Познати су његови оксиди, соли неорганских киселина и неколико органометалних комплекса. Ниједно од тих једињења нема практичну примену. У чистом облику рубидијум је метал сребрносиве боје. Има сличне хемијске особине као и калијум, само је још реактивнији од њега. На ваздуху се сам од себе пали, а са водом реагује експлозивно.
За рубидијум није потпуно познато да ли је он неопходан за живот живих организама. Међутим, његове јоне живи организми могу користити на начин како користе јоне калијума, тако што их на примјер биљне и животињске ћелије узимају због идентичног набоја рубидијума и калијума.

## Историја
Рубидијум су 1861. открили Роберт Бунзен и Густаф Кирхоф у немачком граду Хајделбергу, у саставу минерала лепидолита употребом спектроскопа. Због веома јарких црвених линија у његовом емисијском спектру, одабрали су име изведено из латинске речи rubidus у значењу „тамно црвено”. Рубидијум је присутан као споредна компонента у лепидолиту. Кирхоф и Бунзен су морали да прераде око 150 kg лепидолита који је садржавао само 0,24% рубидијум-оксида. Калијум и рубидијум граде нерастворљиве соли са хлороплатинском киселином, али те соли исказују незнатну разлику у растворљивости у врелој води. Због тога, нешто слабије растворљиви рубидијум-хексахлороплатинат се може добити фракционом кристализацијом. Након редукције хексахлороплатината са водоником, овим процесом добили су 0,51 грама рубидијум хлорида за даљње проучавање. Прво издвајање рубидијумових и цезијумових једињења у већем обиму се одиграло када су Бунзен и Кирхоф из 44.000 литара минералне воде добили, поред 7,3 грама цезијум хлорида, такође и 9,2 грама рубидијум хлорида. Рубидијум је био други елемент, недуго након цезијума, који је откривен спектроскопски, само једну годину након што су Бунзен и Кирхоф направили први спектроскоп.
Ова два научника су употребили рубидијум хлорид да би израчунали приближну атомску тежину новог елемента од 85,36 (данас прихваћена вредност износи 85,47). Такође, они су покушали да добију и елементарни рубидијум помоћу електролизе истопљеног рубидијум хлорида, али су уместо метала добили плавкасту хомогену супстанцу која „ни голим оком, нити под микроскопом није показивала металне особине ни у траговима”. Стога су закључили да се радило о субхлориду (Rb
2Cl). Ипак, производ тог процеса вероватно је била колоидна смеша метала и рубидијум хлорида. У другом покушају да добију метални рубидијум, Бунзен је успео да редукује рубидијум загрејавањем угљенисаног рубидијум тартарта. Иако је дестилисани рубидијум био пирофоран, било је могуће одредити густину и тачку топљења овог елемента. Квалитет истраживања обављених 1860-их се може илустровати чињеницом да се густина коју су они тада израчунали разликује за 0,1 g/cm3, а тачка топљења за мање од 1 ° од данас прихваћених вредности.
Слаба радиоактивност рубидијума откривена је 1908. али пре него што је постављена теорија изотопа 1910-их, па је његова ниска активност због веома дугог времена полураспада од преко 10 милијарди година била врло тешка објашњива. Данас доказани распад рубидијума 87 на стабилни 87 бета распадом све до краја 1940-их био је предмет научне дискусије.
Рубидијум је пре 1920-их имао врло ограничену индустријску вредност. Међутим, од тада су развијене неке од врло важних апликација рубидијума у области истраживања и развоја, као и одређене хемијске и електроничке апликације. Године 1995. изотоп рубидијум-87 искориштен је за прављење Бозе-Ајнштајновог кондензата, за који су његови откривачи Ерик Корнел, Карл Виман и Волфганг Кетерле добили Нобелову награду за физику 2001. године.

## Особине
Рубидијум је веома мек, дуктилан, сребрнасто-сјајни метал. Међу нерадиоактивним алкалним металима, он је други највише електропозитиван метал, који се топи на температури од 39,31 °. Слично као и други алкални метали, он врло бурно реагује с водом, са живом гради амалгаме као и легуре са златом, жељезом, цезијумом, натријумом и калијумом, али не и са литијумом (иако су рубидијум и литијум у истој групи периодног система).
Као и код калијума (који је незнатно мање реактиван) и цезијума (који је нешто више реактиван), реакција рубидијума с водом је обично довољно бурна да може запалити гас водоник којег истискује из воде.
Постоје извештаји да се елементарни рубидијум може спонтано запалити у додиру са ваздухом. Он има веома ниску енергију јонизације до само 406 kJ/mol. Рубидијум и калијум имају доста сличну ружичасту боју при тесту пламена, због чега се за разликовање ова два елемента неопходно користити спектроскопске методе.

### Изотопи
Иако је рубидијум, у строго хемијском аспекту, једноизотопни елемент, природни рубидијум се састоји из два изотопа: стабилног 85Rb (удео 72,2%) и радиоактивног 87Rb (27,8%). Рубидијум у природи је слабо радиоактиван са специфичном активношћу од 670 Bq/g, довољно да значајно изложи фотографски филм за 110 дана. Поред изотопа 85 и 87Rb, постоји још 24 позната друга синтетичка изотопа, чија времена полураспада износе краће од три месеца, а већина њих су јако радиоактивна те немају много апликација.
Изотоп рубидијум-87 има време полураспада од 48,8 милијарде године, што је више од три пута дуже од процењене старости свемира (13,799±0,021 милијарди година) те се он убраја у примордијалне нуклиде. Он се врло лако замјењује на место калијума у минералима па је стога прилично распрострањен. Rb се често употребљава за датирање стена; 87Rb се бета распадом распада на стабилни 87. Током фракционалне кристализације, стронцијум тежи да се концентрише у плагиокласу, остављајући Rb u tečnoj fazi. Zbog toga, odnos Rb/Sr у резидуалној магми може током времена порасти, тако да преостају стене са повећаним односом Rb/Sr због диференцијације која се одвија. Највиши односи (10 или више) јављају се у пегматитима.
Ако је почетна количина Sr позната или се може екстраполирати, тада се старост може одредити мерењем концентрација Rb и Sr, и односа изотопа . Времена означавају стварну старост минерала само ако се те стене нису касније мењале (нпр. метаморфозом).
Рубидијум-82, један од вештачких изотопа елемента, настаје распадом путем електронског захвата изотопа стронцијума-82 са временом полураспада од 25,36 дана. Паралелни распад рубидијума-82 са временом полураспада од 76 секунди до стабилног криптона-82 дешава се емисијом позитрона.

## Распрострањеност
Рубидијум је 23. елемент по распрострањености у Земљиној кори, угрубо заступљен као и цинк, а нешто више га има од бакра. Он се природно јавља у минералима попут леуцита, полуцита, карналита и зинвалдита, а који може садржавати и до 1% рубидијумових оксида. Лепидолит садржи између 0,3% и 3,5% рубидијума, те представља комерцијални извор овог елемента. Неки калијумови минерали и калијум хлориди такође могу да садрже рубидијум у комерцијално значајним количинама. Морска вода просечно садржи 125 µg/L рубидијума што је далеко мање у односу на просечну количину калијума од 408 mg/L, али је и знатно више од 0,3 µg/L колико износи вредност за цезијум. Због великог јонског пречника, рубидијум се у петрологији и геохемији сматра као један од „некомпатибилних елемената”. Током (фракционе) кристализације магме, рубидијум се концентрише у течној фази заједно са својим тежим аналогом цезијумом те се кристалише последњи. Из тих разлога, највећи депозити рубидијума и цезијума су рудне зоне пегматита настале у овом процесу обогаћивања. Пошто рубидијум супституише калијум у процесу кристализације магме, обогаћење је знатно мање ефективно него у сличном процесу код цезијума. Рудна зона пегматита садржи количине цезијума које су исплативе за рударење у виду полуцита или минерал литијума лепидолита, који су такође и извори рубидијума као нуспроизвода.
Два нешто значајнија извора рубидијума су богати депозити полуцита код језера Берник у канадској провинцији Манитоби, те депозити рубиклина нађени као нечистоће у полуциту на италијанском острву Елба, где удео рубидијума износи 17,5%. Оба ова депозита такође су и извори цезијума.